# Haoliners Animation League
Haoliners Animation League (chinois simplifié : 绘梦者新动画联盟 ; chinois traditionnel : 繪夢者新動畫聯盟 ; pinyin : Huìmèngzhě xīn dònghuà liánméng) est une entreprise d'animation chinoise basée à Shanghai et créée en 2013.
Sa filiale Animation Company Emon (絵梦株式会社, Emon kabushiki-gaisha) est présente au Japon et en Corée du Sud.
La société et sa filiale sont rachetées par la plateforme chinoise bilibili.

## Histoire
En 2013, Haoliners Studio (chinois simplifié : 上海绘梦文化传播工作室 ; pinyin : Shànghǎi huì mèng wénhuà chuánbò gōngzuò shì) est fondé en Chine en tant que société en nom collectif par Li Haoling.
Le 18 février 2015, la société de production de figurines et de personnages d’anime Emon Toys, Ltd. (絵梦トイズ株式会社, Emon Toizu kabushiki-gaisha) est établie au Japon.
Le 11 mars 2015, la Société à responsabilité limitée Shanghai Haoliners Cultures Media Co., Ltd. (chinois simplifié : 上海絵界文化伝播有限公司 ; pinyin : Shànghǎi huì jiè wénhuà chuánbò yǒuxiàn gōngsī) est formée pour gérer les affaires de Haoliners qui est devenu une marque dont l'entreprise emploie pour la promotion de ses productions,.
En octobre 2015, la filiale Animation Company Emon (絵梦株式会社, Emon kabushiki-gaisha) est créée au Japon et en Corée du Sud avec pour dirigeant l'un des fondateurs du studio d'animation Gonzo, Shōji Murahama (ja),. Fin 2016, Murahama a choisi de quitter la société pour se concentrer dans sa société LMD Co., Ltd.
En novembre 2015, un partenariat à long terme a été réalisé avec Twin Engine, dirigé par Kōji Yamamoto, et créant à l'occasion Geno Studio pour produire le film d'animation Genocidal Organ, sorti en 2017. Après de nouvelles négociations en juillet 2017, ce partenariat est finalement révoqué et Haoliners est devenu un actionnaire de Geno Studio sans droit de vote.
À partir de juin 2016, l'entreprise était le plus grand actionnaire d'Artland, mais en juillet 2017, toutes les actions ont été vendues et retirées des filiales consolidées,,,.
The Silver Guardian (en) (銀の墓守り, Gin no Guardian, chinois simplifié : 銀之守墓人 ; pinyin : Yín Zhī Shǒu Mù Rén) est la première production authentique de la filiale japonaise, Emon. A Centaur's Life est la première adaptation du studio d'une œuvre japonaise.
En février 2018, un film d'animation d’anthologie en collaboration avec CoMix Wave Films a été annoncé,. Li Haoling est le réalisateur en chef de ce projet intitulé Flavors of Youth (詩季織々, Shikioriori, chinois simplifié : 肆式青春 ; pinyin : Sì shì qīngchūn),.
La plateforme chinoise de streaming bilibili annonce le rachat complet de la société et de sa filiale japonaise en février 2021.

## Productions
| Année | Titre                                     | Studio principal           | Notes                                                                                      |
| ----- | ----------------------------------------- | -------------------------- | ------------------------------------------------------------------------------------------ |
| 2013  | Mantou's Diary (zh)                       | Haoliners                  | Sous-traitance.                                                                            |
| 2013  | Lu's Time (zh)                            | Haoliners                  |                                                                                            |
| 2014  | Chinese Thriller (zh)                     | Haoliners                  |                                                                                            |
| 2014  | Wangpai Yushi (zh)                        | Haoliners                  |                                                                                            |
| 2014  | Yaoguai Mingdan (zh)                      | Haoliners                  |                                                                                            |
| 2014  | Je suis Bai Xiaofei (zh)                  | Haoliners                  | Seconde saison de Shi Xiong                                                                |
| 2014  | Ling Yu                                   | Haoliners                  |                                                                                            |
| 2014  | The Totem Warrior                         | Haoliners                  |                                                                                            |
| 2014  | Die Now                                   | Haoliners                  |                                                                                            |
| 2015  | Year Hare Affair (zh)                     | Haoliners                  |                                                                                            |
| 2015  | Fox Spirit Matchmaker (zh)                | Haoliners                  | Une version japonaise est diffusée en juillet 2017.                                        |
| 2015  | Chu Feng B.E.E                            | Haoliners                  |                                                                                            |
| 2016  | Reikenzan : Hoshikuzu-tachi no utage (zh) | Haoliners Studio Deen      | Co-production avec Studio Deen ;Diffusée simultanément en Chine et au Japon.               |
| 2016  | Spiritpact (en)                           | Haoliners                  | Une version japonaise est diffusée en janvier 2017.                                        |
| 2016  | Hitori no Shita - The Outcast (zh)        | Pandanium                  | Sous-traitance ;Diffusée simultanément en Chine et au Japon.                               |
| 2016  | Bloodivores (zh)                          | Creators in Pack           | Sous-traitance ;Diffusée simultanément en Chine et au Japon.                               |
| 2016  | Cheating Craft (zh)                       | Blade (ja)                 | Sous-traitance ;Diffusée simultanément en Chine et au Japon.                               |
| 2016  | To Be Hero (zh)                           | STUDIO.LAN!                | Diffusée simultanément en Chine et au Japon.                                               |
| 2017  | Reikenzan: Eichi e no shikaku (zh)        | Haoliners Studio Deen      | Seconde saison co-produite avec Studio Deen ;Diffusée simultanément en Chine et au Japon.  |
| 2017  | The Silver Guardian (en)                  | Emon                       | Diffusée simultanément en Chine et au Japon.                                               |
| 2017  | Kenka Bancho Otome: Girl Beats Boys (en)  | A-Real project No.9        | Sous-traitance.                                                                            |
| 2017  | The Silver Guardian II (en)               | Emon Blade (ja)            | Seconde saison co-produite avec Blade ;Une version japonaise est diffusée en janvier 2018. |
| 2017  | A Centaur's Life                          | Emon                       | Diffusée simultanément en Chine et au Japon.                                               |
| 2017  | The Reflection (ja)                       | Studio Deen                | Sous-traitance.                                                                            |
| 2017  | Evil or Live (zh)                         | STUDIO.LAN!                |                                                                                            |
| 2017  | Hitori no Shita - The Outcast II (zh)     | Haoliners                  |                                                                                            |
| 2018  | Spiritpact: Yomi no chigiri (en)          | Haoliners                  | Seconde saison                                                                             |
| 2018  | To Be Heroine                             | Haoliners STUDIO.LAN!      |                                                                                            |
| 2018  | Flavors of Youth                          | Haoliners CoMix Wave Films | Film d'animation co-produite avec CoMix Wave Films                                         |